# Paleta de Tehenu
La paleta de Tehenu també coneguda com a paleta de les Ciutat, paleta del botí libi, paleta del tribut libi, paleta del setge, paleta de Tjehenu és una paleta cosmètica d'època predinàstica egípcia (c. 3200 a 3000 aC) o Naqada III en què es presenta una batalla en la qual es conquereixen ciutats que han estat identificades com a ciutats líbies. Es creu que els libis, anomenats tehenu pels egipcis i antecessors dels amazics, poblaven en aquells temps fins a la part occidental del Delta. A la paleta, apareixen alguns noms de sobirans predinàstics egipcis, en opinió de Dreyer. La paleta es va trobar a Abidos, Egipte.
La paleta està feta d'esquist i fa 19 cm de llarg i 22 cm d'ample. Situat a la sala 43 de la planta baixa del Museu Egipci, El Caire, el seu número de Journal d'Entrée és JE27434 i el seu número de catàleg general és CG14238.